# Walter Duddins
Walter Duddins (* 20. Mai 1903 in Königsberg; † nach März 1945) war ein deutscher kommunistischer Politiker und Mitglied des preußischen Landtags in der Weimarer Republik.

## Leben
Duddins war Sohn eines Lehrers und wuchs nach dem Tod des Vaters, 1909, bei Pflegeeltern auf. Er wurde nach der Schule Maschinenschlosser. Seit 1917 war er Mitglied der sozialistischen Jugendbewegung. Er trat 1918 dem Spartakusbund und schließlich der KPD bei. Er arbeitete zwischen 1918 und 1922 als Jugendfunktionär in Ostpreußen. Er war auch Mitglied der Bezirksleitung der KPD in diesem Gebiet. Um Duddins und andere Funktionäre der Partei vor polizeilicher Verfolgung zu schützen, wurden diese von der Parteispitze um Ruth Fischer und Arkadi Maslow ins Ruhrgebiet delegiert. Dort wurde Duddins 1922 Jugendsekretär seiner Partei. Ein Jahr später wurde ihm Fehlverhalten vorgeworfen und ein Parteiausschlussverfahren gegen ihn angestrengt. Daraufhin schied er aus dem hauptamtlichen Funktionärsapparat aus. Seit 1925 lebte er mit Hanna Melzer zusammen.
Nachdem er rehabilitiert worden war, wurde Duddins 1926 Parteisekretär in Duisburg und ab 1927 in Bochum. Er neigte zwar der linken Opposition in der Partei zu, unterstützte aber dennoch die Parteilinie. Im Jahr 1927 wurde er wegen Widerstands gegen die Staatsgewalt zu sechs Monaten Gefängnis verurteilt. Ein Jahr später wurde er wegen Zersetzung der Schutzpolizei zu eineinhalb Jahren Festungshaft verurteilt. Er wurde 1928 im Wahlkreis Westfalen-Süd in den preußischen Landtag gewählt. Bei der Wahl 1932 wurde er im Wahlkreis Erfurt erneut in den Landtag gewählt. Anfang 1930 war er Sekretär der Unterbezirks Dortmund der KPD. In dieser Zeit verübte die SA einen vergeblichen Mordanschlag auf Duddins. Von Juni 1930 bis Februar 1933 war er Politischer Leiter beim KPD-Bezirk Großthüringen.
Nach dem Beginn der nationalsozialistischen Herrschaft wurde er als Leiter des Hamburger Parteibezirks Wasserkante zur illegalen Arbeit eingesetzt. Duddins wurde im Juli 1933 verhaftet und als einer der ersten vom neuen Volksgerichtshof zu drei Jahren Zuchthaus verurteilt. Seine frühere Lebensgefährtin Johanna Melzer wurde sogar zum Tode verurteilt, aber später zu fünfzehn Jahren Zuchthaus begnadigt.
Duddins wurde mit Ende seiner Haftstrafe 1936 ins KZ Sachsenhausen deportiert. Dort soll er sich von der KPD abgewandt haben und wurde 1939 entlassen. Über seine weitere Haltung gibt es unterschiedliche Angaben. Laut Hanna Metzler hätte er sich positiv über den deutschen Krieg gegen die Sowjetunion ausgesprochen. Georg Spielmann berichtete, dass Duddins ihm bei einer drohenden Verhaftung im März 1945 geholfen hätte. Er soll nach dem Einmarsch der Roten Armee 1945 in einem Lager in Ostpreußen an Ruhr gestorben sein.

## Schriften
- 2 1/2 Jahre Kampf unter Führung der Komintern und des ZK der KPD: Tätigkeitsbericht der Bezirksleitung der KPD, Bezirk Groß-Thüringen für die Zeit vom Juni 1930 bis Oktober 1932. Erfurt, 1932